# Arpheuilles (Cher)
Arpheuilles is een gemeente in het Franse departement Cher (regio Centre-Val de Loire) en telt 343 inwoners (2004). De plaats maakt deel uit van het arrondissement Saint-Amand-Montrond.

## Geografie
De oppervlakte van Arpheuilles bedraagt 47,6 km², de bevolkingsdichtheid is 7,2 inwoners per km².
De onderstaande kaart toont de ligging van Arpheuilles (Cher) met de belangrijkste infrastructuur en aangrenzende gemeenten.

## Demografie
Onderstaande figuur toont het verloop van het inwonertal (bron: INSEE-tellingen).